# Phytomyptera usitata
Phytomyptera usitata är en tvåvingeart som först beskrevs av Daniel William Coquillett 1897.  Phytomyptera usitata ingår i släktet Phytomyptera och familjen parasitflugor. Inga underarter finns listade i Catalogue of Life.